# O’Neil Bell
O'Neil Bell (ur. 29 grudnia 1974 na Jamajce, zm. 25 listopada 2015 w Atlancie) – jamajski bokser zawodowy wagi junior ciężkiej, były mistrz świata federacji WBC, WBA oraz IBF. 7 stycznia 2006 otrzymał status niekwestionowanego mistrza świata w wadze junior ciężkiej.

## Kariera bokserska

### Początek kariery
19 lutego 1998 O'Neil Bell stoczył swoją pierwszą walkę na zawodowym ringu. W 1 rundzie przez techniczny nokaut pokonał Wiliama Holyfielda, bratanka słynnego Evandera Holyfielda.
11 kwietnia 1998 w swojej drugiej walce, doznał pierwszej porażki. W 4 rundzie został znokautowany przez Mohameda Benguesmiana.	
18 stycznia 2001 Bell wygrał przez techniczny nokaut w 10 rundzie z niepokonanym wtedy Jamesem Waltonem. Stawką pojedynku był wakujący pas NABF w kategorii junior ciężkiej.
10 maja 2001 O'Neil Bell obronił pas NABF, pokonując w 11 rundzie przez techniczny nokaut Jose Luisa Riverę.
3 lipca 2001 stoczył rankingową walkę z Jasonem Robinsonem. Po wyrównanym pojedynku, w którym obaj bokserzy zaliczyli nokdaun, wygrał O'Neil Bell jednogłośnie na punkty, po 10 rundach.
7 września 2001 po raz drugi obronił pas NABF. Bell zwyciężył przez techniczny nokaut, w 11 rundzie, z Arthurem Williamsem.
8 listopada 2002 stoczył rewanżowy pojedynek z Arthurem Williamsem. Jamajczyk ponownie zwyciężył przez techniczny nokaut w 9 rundzie. Stawką pojedynku był pas NABF należący do Bella oraz wakujący pas USBA.

### Mistrz kategorii junior ciężkiej
23 maja 2003 Bell stoczył pojedynek będący oficjalnym eliminatorem do walki o tytuł mistrza świata federacji IBF w kategorii junior ciężkiej. Jamajczyk wygrał w 11 rundzie przez techniczny nokaut z Kelvinem Davisem, broniąc jednocześnie pasy NABF oraz USBA.
19 grudnia 2003 obronił pas NABF, pokonując w 8 rundzie przez techniczny nokaut Derricka Harmona.
4 września 2004 stoczył drugi pojedynek będący oficjalnym eliminatorem do walki o tytuł mistrza świata federacji IBF w kategorii junior ciężkiej. Już w 2 rundzie znokautował Ezrę Sellersa.
20 maja 2005 Bell zdobył wakujący tytuł mistrza świata federacji IBF w kategorii junior ciężkiej wygrywając jednogłośnie na punkty, po 12 rundach z Kanadyjczykiem Dalem Brownem.
26 sierpnia 2005 po raz pierwszy obronił pas mistrza świata federacji IBF,noakutując w 11 rundzie  Sebastiaana Rothmanna z RPA.
7 stycznia 2006 O'Neil Bell osiągnął swój największy sukces w karierze, nokautując w 10 rundzie Jean-Marca Mormecka. Stawką pojedynku był pasy WBC, WBA, IBF oraz prestiżowy pas magazynu The Ring. Po tej walce Bell otrzymał status niekwestionowanego mistrza wagi junior ciężkiej. Ostatnim raz tytuł ten otrzymał w 1988 roku Evander Holyfield, który zunifikował pasy WBC, WBA, IBF.

### Zmierzch kariery
17 marca 2007 doszło do rewanżu między Bellem a Mormeckiem. Po 12 rundach zwyciężył jednogłośnie na punkty Francuz. Stawką pojedynku był tytuł mistrza świata federacji WBC i WBA.
19 kwietnia 2008 Bell stoczył swoją, jak się wydawało, ostatnią, trzydziestą walkę w zawodowej karierze. Rywalem Jamajczyka w pojedynku będącym oficjalnym eliminatorem o walki o tytuł mistrza świata federacji IBF w kategorii junior ciężkiej był Polak Tomasz Adamek. Już w 1 rundzie Bell zaliczył nokdaun, a następnie odmówił kontynuowania walki między 7 a 8 rundą.

### Powrót na ring
4 czerwca 2011 po ponad trzyletniej przerwie w boksowaniu, Bell powrócił na ring, a jego rywalem był Richard Hall. Już w drugiej rundzie Bell został znokautowany przez swojego rodaka.
17 grudnia 2011 O'Neil Bell odniósł swoje pierwsze zwycięstwo od stycznia 2006 roku. Już w 56 sekundzie, pierwszej rundy pokonał przez nokaut Rico Casona.

### Śmierć
25 listopada 2015 Bell został zastrzelony podczas napadu rabunkowego w Atlancie. Pięściarz znajdował się nieopodal wraz ze swoim znajomym. Został również dźgnięty nożem.